# سيدني روس
سيدني روس (بالإنجليزية: Sidney Ross)‏ (8 يونيو 1870 بإدنبرة في المملكة المتحدة - ) هو مدرب كرة قدم ولاعب كرة قدم بريطاني (وحمل سابقاً جنسية المملكة المتحدة لبريطانيا العظمى وأيرلندا) في مركز حراسة المرمى. لعب مع نادي ليفربول ونادي لانارك الثالث.